# Béthon

Béthon este o comună în departamentul Sarthe, Franța. În 2009 avea o populație de 327 de locuitori.